# Геєшть
Геєшть, Геєшті (рум. Găești) — місто у повіті Димбовіца в Румунії.
Місто розташоване на відстані 69 км на північний захід від Бухареста, 25 км на південний захід від Тирговіште, 127 км на схід від Крайови, 106 км на південь від Брашова.

## Населення
За даними перепису населення 2002 року у місті проживали 15 585 осіб.
Національний склад населення міста:
| Національність   | Кількість осіб | Відсоток |
| ---------------- | -------------- | -------- |
| румуни           | 15366          | 98,6%    |
| цигани           | 194            | 1,2%     |
| угорці           | 16             | 0,1%     |
| німці            | 2              | < 0,1%   |
| українці         | 1              | < 0,1%   |
| росіяни-липовани | 1              | < 0,1%   |
| турки            | 1              | < 0,1%   |
| серби            | 1              | < 0,1%   |
| словаки          | 1              | < 0,1%   |
| греки            | 1              | < 0,1%   |
| італійці         | 1              | < 0,1%   |

Рідною мовою назвали:
| Мова      | Кількість осіб | Відсоток |
| --------- | -------------- | -------- |
| румунська | 15499          | 99,4%    |
| циганська | 66             | 0,4%     |
| угорська  | 15             | 0,1%     |
| німецька  | 2              | < 0,1%   |
| словацька | 1              | < 0,1%   |
| грецька   | 1              | < 0,1%   |
| польська  | 1              | < 0,1%   |

Склад населення міста за віросповіданням:
| Релігія            | Кількість осіб | Відсоток |
| ------------------ | -------------- | -------- |
| православні        | 15336          | 98,4%    |
| п'ятдесятники      | 97             | 0,6%     |
| адвентисти         | 58             | 0,4%     |
| лютерани           | 43             | 0,3%     |
| атеїсти            | 16             | 0,1%     |
| римо-католики      | 14             | 0,1%     |
| реформати          | 6              | < 0,1%   |
| бретрени           | 5              | < 0,1%   |
| старообрядці       | 5              | < 0,1%   |
| мусульмани         | 1              | < 0,1%   |
| не релігійні       | 1              | < 0,1%   |
| не вказали релігію | 1              | < 0,1%   |

## Місцеві персоналії
- Георге Замфір (*1941), композитор, музикант наїст, новатор, винахідник.
- Флорін Тенасе — румунський футболіст.

## Зовнішні посилання
- Дані про місто Геєшть на сайті Ghidul Primăriilor [Архівовано 5 грудня 2009 у Wayback Machine.]